# Juho Sunila
Johan Emil Sunila (Liminka, 16 de agosto de 1875 – Helsinque, 2 de outubro de 1936) foi um agrônomo, docente, filósofo e político finlandês. Ficou conhecido por ser um proeminente político, que desempenhou um papel significativo na cena política da Finlândia, e uma das lideranças do Partido Agrário Finlandês, mais tarde conhecido como Partido do Centro. Serviu como primeiro-ministro em dois mandatos não consecutivos, de 1927 a 1928 e de 1930 a 1931.

## Vida
Sunila nasceu em Liminka, uma cidade localizada na região da Ostrobótnia do Norte, no seio de uma família de agricultores, em 16 de agosto de 1875. Sua família tinha origens modestas, e a experiência de sua infância e juventude no campo rural influenciou sua trajetória política. Estudou na Universidade de Helsinque e obteve um diploma em economia agrícola. Esse dois fatores moldaram suas crenças políticas e sua dedicação em representar os interesses do setor agrícola.
Sunila entrou na política finlandesa ao ingressar no Parlamento como membro do Partido Agrário e rapidamente mostrou uma notável habilidade em articular as necessidades das comunidades rurais, o que o tornou um influente legislador nas discussões sobre políticas agrícolas, econômicas e sociais. Um momento crucial em sua carreira foi sua nomeação como Ministro da Agricultura no governo liderado por Kyösti Kallio, um aliado político e líder do Partido do Centro da Finlândia. Como Ministro da Agricultura, Sunila teve a oportunidade de implementar políticas que beneficiassem os agricultores e o setor agrícola, aproveitando sua formação em economia agrícola.
Em 17 de dezembro de 1927, Sunila liderou um governo minoritário formado graças a um impasse entre os partidos burgueses. No entanto, a gestão durou pouco mais de um ano e teve seu fim em 22 de dezembro de 1928. Depois disso, afastou-se da política por problemas de saúde até que, em março de 1931, foi reposicionado como primeiro-ministro pelo recém eleito presidente Pehr Evind Svinhufvud. Durante esses períodos, ele enfrentou desafios como a Grande Depressão global, equilibrando as necessidades domésticas e as demandas internacionais.
O segundo governo de Sunila também enfrentou uma série de desafios domésticos, resistindo à uma tentativa de golpe de extrema-direita promovida pelo Movimento de Lapua. No entanto, o governo não conseguiu contornar o cenário de recessão econômica e teve seu fim em 14 de dezembro de 1932. Retirou-se da política após o término de seu segundo mandato. Faleceu em 2 de outubro de 1936, aos 61 anos.